# Volksbank Schlangen
Die Volksbank Schlangen eG ist eine deutsche Genossenschaftsbank mit Sitz in der nordrhein-westfälischen Gemeinde Schlangen im Kreis Lippe.

## Geschichte
Die heutige Volksbank Schlangen eG wurde am 8. April 1894 als Spar- und Darlehnskassenverein in Schlangen gegründet und hat sich bis heute ihre Eigenständigkeit bewahrt.
Das Statut des Vereins beginnt mit folgenden Sätzen: „Die Unterzeichneten errichten auf Grund des Gesetzes vom 1. Mai 1889 eine Genossenschaft zur Förderung des Erwerbs und der Wirtschaft Ihrer Mitglieder mittels gemeinschaftlichen Geschäftsbetriebes unter der Firma: Schlangener Spar – und Darlehnskassen – Verein, eingetragene Genossenschaft mit unbeschränkter Haftpflicht. Die Genossenschaft hat ihren Sitz in Schlangen.“
Seit dem Jahr 1975 heißt der Spar- und Darlehnskassenverein Volksbank Schlangen eG. Der ursprüngliche Name wurde in der Niederlassung in Bad Lippspringe weitergeführt.

## Rechtsverhältnisse
Die Volksbank Schlangen eG (lt. GnR „Volksbank Schlangen e.G.“) ist im Genossenschaftsregister beim Amtsgericht Lemgo unter GnR 122 eingetragen.

## Organisationsstruktur
Rechtsgrundlagen sind das Genossenschaftsgesetz und die durch die Vertreterversammlung beschlossene Satzung. Organe der Bank sind der Vorstand, der Aufsichtsrat und die Vertreterversammlung.

## Sicherungseinrichtung
Die Volksbank Schlangen eG ist der amtlich anerkannten Sicherungseinrichtung des Bundesverbandes der Deutschen Volksbanken und Raiffeisenbanken GmbH und der zusätzlichen freiwilligen Sicherungseinrichtung des Bundesverbandes der Deutschen Volksbanken und Raiffeisenbanken e.V. angeschlossen.

## Geschäftsausrichtung
Die Volksbank Schlangen eG betreibt das Universalbankgeschäft. Im Verbundgeschäft arbeitet sie mit der DZ Bank, R+V Versicherung, Bausparkasse Schwäbisch Hall, Teambank, VR Leasing,  DZ Hyp und der Union Investment zusammen.

## Geschäftsgebiet
Das Geschäftsgebiet liegt im Süden des Kreises Lippe sowie im Norden des Kreises Paderborn.
An diesen Orten betreibt die Bank Filialen:
- Schlangen (Hauptstelle, jur. Sitz)
- Bad Lippspringe (Geschäftsstelle)